# Основные законы Израиля
Основные законы Израиля (ивр. חוקי יסוד‎) — основные законы государства Израиль, особые нормативные правовые акты, имеющие высшую юридическую силу, которые составляют основу будущей конституции Израиля. Этот метод постепенного составления конституции государства был выбран кнессетом первого созыва для постепенного создания конституции государства Израиль. Такое решение было принято, поскольку в кнессете первого созыва существовали разногласия по поводу путей и методов создания конституции.
Большинство принятых на сегодняшний день основных законов связаны с деятельностью государственных органов, например, законы о кнессете, правительстве, Президенте и т. п. Два других закона — «Основной закон: Достоинство и свобода человека» и «Основной закон: Свобода занятий», принятые кнессетом в 1992 году, связаны с защитой основных прав человека.
Название основного закона, даваемое ему Кнессетом, начинается со слов «Основной закон», в то время как название обычного закона Кнессета начинается со слова «Закон». Были приняты многие другие законы, регулирующие важные вопросы государственной деятельности и прав человека, однако законодатель не счёл необходимым назвать их основными.
После принятия двух Основных законов о правах человека Верховный суд Израиля (БАГАЦ) возвёл основные законы в ранг конституционных, поставил под судебный контроль соответствие законодательных актов основным законам и закрепил за собой право отменять «неконституционные» законы. Вопрос о том, в какой мере эти постановления Верховного суда основаны на актах, принятых законодательным или учредительным органом, остаётся открытым.

## Предыстория
Политический секретарь Еврейского агентства Иехуда Пинхас Коэн начал готовить проект конституции еще до провозглашения государства. Согласно Декларации независимости, конституция должна была быть принята не позднее 1 октября 1948 года. Однако её принятию помешала Война за независимость. Только 25 января 1949 года было избрано Учредительное собрание, которое вскоре получило название Кнессет первого созыва. Вопрос о принятии конституции обсуждался на нескольких заседаниях Кнессета, но до июня 1950 так и не был выработан консенсус, который позволил бы утвердить конституцию.
13 июня 1950 года Кнессет первого созыва одобрил компромиссное предложение депутата Изхара Харари о принятии Основных законов, которые впоследствии будут объединены в Конституцию Израиля. Это решение Кнессета не дало ответ на такие вопросы, как: какие основные законы должны быть приняты, будут ли они иметь нормативное превосходство над обычными законами, каким образом и кто сведёт их в конституцию? В 1958 году Кнессет третьего созыва принял первый из Основных законов — Основной закон о Кнессете.

## Основные законы в 1958—1991 годы
С 1958 по 1991 год Кнессет принял девять основных законов, регламентирующих деятельность высших государственных органов. В этот период разногласия не позволили принять Основной закон о законодательстве и основные законы, гарантирующие права человека. Только в одном из принятых законов, в Основном законе о Кнессете, содержалось «забронированное» положение или так называемая защищённая статья, для изменения которой требовалось абсолютное большинство голосов депутатов Кнессета (более 60 голосов).
В 1969 году Кнессет принял простым большинством голосов закон о финансировании партий. Адвокат Бергман обратился в Верховный суд Израиля (БАГАЦ), утверждая, что положения этого закона противоречат защищённой статье Основного закона о Кнессете. Верховный суд признал, что одна из статей нового закона нарушает принцип равенства, закреплённый Основным законом, и предложил Кнессету изменить закон о финансировании или принять его большинством голосов. После решения суда Кнессет исправил закон о финансировании. Это был первый случай, когда закон подвергся судебному контролю. Однако этот контроль ограничился толкованием защищённой статьи основного закона, и суд отметил, что содержание обычного закона может противоречить защищённой статье, если этот закон принят необходимым большинством голосов депутатов Кнессета.
В 1973 году было подано обращение в БАГАЦ с просьбой не публиковать (то есть, фактически отменить) принятую Кнессетом поправку к Закону о выборах в Кнессет. Верховный суд отклонил иск, так как закон был принят абсолютным большинством голосов во всех его чтениях, а при такой процедуре Основной закон о Кнессете допускает в обычных законах отклонение от принципа равных выборов. В этом деле суд также постановил, что «судебные органы должны толковать и претворять в жизнь законы, принятые Кнессетом, а не отменять или изменять их».

## Список Основных законов Израиля
| Основной закон                             | Принят          | Ссылка на закон (ивр.)                                | Ссылка на закон (англ.) / (рус.)                     | Краткое описание |
| ------------------------------------------ | --------------- | ----------------------------------------------------- | ---------------------------------------------------- | --- |
| Кнессет                                    | 12 февраля 1958 |                                                       | Eng / Rus                                            | Кнессет — это парламент Государства Израиль. Состоит из 120 депутатов, избираемых всеобщим тайным голосованием. |
| Земельный фонд Израиля                     | 19 июля 1960    |                                                       | Архивная копия от 16 декабря 2015 на Wayback Machine | Земля Израиля является национальным достоянием. Государственные и общественные земли неотчуждаемы ни посредством продажи, ни иным способом, за исключением случаев, оговоренных законом. |
| Президент Государства                      | 16 июня 1964    |                                                       | Архивная копия от 6 марта 2019 на Wayback Machine    | Закон определяет статус, полномочия и обязанности президента, который избирается Кнессетом сроком на семь лет. Полномочия амнистировать правонарушителей. |
| Правительство (1)                          | 13 августа 1968 |                                                       | Архивная копия от 14 мая 2011 на Wayback Machine     | Правительство является органом исполнительной власти и несёт ответственность перед Кнессетом. Установлен порядок формирования правительства, а также полномочия премьер-министра, правительства и министров. |
| Государственное хозяйство                  | 21 июля 1975    |                                                       | Архивная копия от 16 декабря 2015 на Wayback Machine | Указаны основные принципы государственного бюджета, налогообложения и займов. Печатание денежных знаков и чеканка монет регулируются законом. |
| Армия                                      | 31 марта 1976   |                                                       | Архивная копия от 16 декабря 2015 на Wayback Machine | Устанавливается подчиненность армии правительству; определяются полномочия, обязанности и порядок назначения начальника Генштаба. Воинская повинность закрепляется законодательно. |
| Иерусалим — столица Израиля                | 30 июля 1980    |                                                       | Архивная копия от 16 декабря 2015 на Wayback Machine | «Иерусалим — единый и неделимый, есть столица Израиля». Святые места подлежат охране; обеспечивается свобода доступа к святыням различных религий. |
| Судебная власть                            | 28 февраля 1984 |                                                       | Архивная копия от 16 декабря 2015 на Wayback Machine | Определяется структура и полномочия судебной системы, а также порядок назначения судей. Закрепляются принципы независимости судей и гласности судопроизводства, а также устанавливается обязательная сила прецедентов Верховного суда, устанавливаются полномочия Верховного суда как Высшего суда Справедливости.            |
| Государственный контролёр                  | 15 февраля 1988 |                                                       | Архивная копия от 16 декабря 2015 на Wayback Machine | Госконтролёр проверяет деятельность правительства и местных органов власти, а также является Уполномоченным по жалобам граждан. Он избирается Кнессетом на семь лет и ответственен только перед ним. |
| Свобода занятий (1)                        | 3 марта 1992    |                                                       | Архивная копия от 7 марта 2011 на Wayback Machine    | Каждый гражданин или резидент Израиля имеет право заниматься любым занятием, любой профессиональной деятельностью или работой. Органы государственной власти обязаны уважать право свободы занятий. |
| Достоинство и Свобода человека             | 17 марта 1992   |                                                       | Архивная копия от 22 июля 2018 на Wayback Machine    | Жизнь человека, его достоинство и свобода являются основными правами человека в Израиле. Закон обеспечивает неприкосновенность собственности, защиту частной жизни, свободный выезд из страны и право граждан Израиля возвратиться в страну. Органы государственной власти обязаны уважать права, установленные этим законом. |
| Правительство (2)                          | 18 марта 1992   |                                                       | Архивная копия от 20 июня 2010 на Wayback Machine    | Отменяется закон 1968 года. Переход к системе прямых выборов премьер-министра, проводимых вместе с выборами в Кнессет, и к новому порядку формирования правительства. |
| Свобода занятий (2)                        | 9 марта 1994    |                                                       | Архивная копия от 16 декабря 2015 на Wayback Machine | Ныне действующий закон. Закон 1992 года заменяется дополненной версией, согласно которой свободу занятий можно ограничить только на основании закона, отвечающего требованиям, перечисленным в Основном законе. |
| Правительство (3)                          | 18 марта 2001   |                                                       | Архивировано 2 марта 2019 года.                      | Ныне действующий закон. Отменяется закон 1992 года и восстанавливается закон 1968 года с некоторыми поправками. |
| Референдум                                 | 12 марта 2014   | Архивная копия от 13 сентября 2014 на Wayback Machine | Архивная копия от 22 июля 2018 на Wayback Machine    | Обязательное проведение референдума в случае отказа от израильского суверенитета на какую-либо территорию, если решение об отказе принято большинством Кнессета меньшим, чем 80 голосов депутатов. |
| Национальное государство еврейского народа | 19 июля 2018    | Архивная копия от 21 июля 2018 на Wayback Machine     | Архивная копия от 20 июля 2018 на Wayback Machine    | Израиль — национальное государство еврейского народа; Иерусалим — единая и неделимая столица Израиля. Оговорен государственный язык, символы государства, еврейская репатриация; установлены обязанности правительства по отношению к еврейскому поселенчеству.                                                               |

Юристы полагают, что необходимо также принять Основной закон: Законодательство (в прошлом уже подавались проекты такого закона) и Основной закон, который гарантирует свободу слова, свободу религии, свободу собраний и соблюдение равенства всех граждан.

## Основные законы в 1992—1999 годы

### Принятие двух основных законов о правах человека
Ввиду разногласий, возникших при обсуждении проекта Основного закона о правах человека, депутат Кнессета профессор юриспруденции Амнон Рубинштейн предложил разделить этот проект на несколько законопроектов, каждый из которых будет обсуждаться отдельно. Таким образом, в марте 1992 года были подготовлены и приняты два закона, гарантирующие права человека: Основной закон о свободе деятельности и Основной закон о достоинстве и свободе человека. В этом же месяце была принята новая версия Основного закона о правительстве, принятая в связи с переходом к прямым выборам премьер-министра. Профессор Рут Габизон, сравнивая в своей статье (стр. 94) процесс подготовки этих законов, приходит к выводу, что в отличие от подготовки Основного закона о правительстве, законы о правах человека практически не обсуждались общественностью и были приняты в присутствии незначительного числа депутатов Кнессета.
Основной закон о правительстве и Основной закон о свободе деятельности защищены специальными статьями, требующими абсолютного большинства голосов для любых изменений в законе. Такое бронирование жёстче, чем наличие защищённой статьи в Основном законе о Кнессете, однако речь шла о всё том же типе бронирования — формальном (процессуальном). Вместе с тем, новым в двух законах о правах человека стало применение материального бронирования (бронирования по существу) или ограничивающих статей. Например, ограничивающая статья Основного закона о достоинстве и свободе человека говорит: «Права, предоставленные этим Основным законом, не могут быть ограничены иначе, как на основании закона, который отвечает ценностям Государства Израиль, направлен на достижение достойной цели и не ограничивает право в большей мере, чем это необходимо».
В марте 1994 года Основной закон о свободе деятельности был пересмотрен и заменён новой версией. В этой версии модифицировалась отменяющая ограничения статья, позволяющая при определённых условиях принять обычный закон, даже если он не отвечает всем требованиям ограничивающей статьи основного закона. Кнессет решил изменить отменяющую ограничения статью, так как она не позволяла ему принять Закон об импорте мороженого мяса, необходимый для поддержания статус-кво в отношениях между религией и государством. Другие изменения в Основном законе о свободе деятельности были связаны с намерением Кнессета унифицировать некоторые статьи двух основных законов о правах человека.

### Противоречивая интерпретация законов
В августе 1992 года была опубликована статья судьи Аарона Барака, в которой он назвал принятие двух основных законов о правах человека конституционной революцией. Согласно статье Аарона Барака, уже нельзя было сказать, что у Израиля нет формальной конституции в области прав человека — новые законы ставили Израиль «в один ряд со многими государствами, в которых права человека закреплены в жёсткой писаной конституции, то есть документе, имеющем верховенство или нормативное превосходство» над обычным законом. Судья Барак выразил уверенность в том, что Кнессет любого созыва обладает не только законодательными, но и учредительными полномочиями. Он также высказал сожаление о том, что Кнессет (как учредительный орган) не установил чёткого судебного контроля для проверки конституционности законов, однако это не являлось препятствием для израильского суда. В итоге Барак пришёл к выводу: «Теперь суд может не только устанавливать, что закон противоречит основным принципам, но и объявлять его не имеющим юридической силы».
Депутат Кнессета Реувен Ривлин, бывший в 1992 году членом законодательной комиссии Кнессета и принимавший участие в работе над проектом Основного закона о достоинстве и свободе человека, утверждает, что целью этого закона было укрепление «прав людей как людей и прав меньшинств как меньшинств», и никто в комиссии даже не говорил об изменении баланса отношений между законодательными и судебными властями. По поводу конституционной революции Ривлин сказал: «Кнессет никогда не давал ей одобрения, и поэтому она происходит вопреки духу демократии и без узаконения».
Согласно сайту Кнессета (см. раздел ссылок), существуют разные мнения по поводу верховенства основных законов над обычными законами. Некоторые полагают, что верховенства нет, так как это не было чётко оговорено в законе. Это мнение также основано на том, что, за редким исключением, принятие и изменение основных законов происходит простым большинством голосов (статья А.Эпштейна) и ничем не отличается от порядка принятия обычных законов. Другие утверждают, что основные законы обладают преимуществом, так как они являются результатом полномочий Кнессета как Учредительного собрания.
Мнения юристов об интерпретации новых основных законов Аароном Бараком также разошлись — некоторые поддержали его, другие отнеслись к его концепции критично. Судья Хаим Коэн затронул вопрос о верховенстве нормативных актов во втором издании своей книги «Право». Когда законодатель, согласно Коэну, решил, что подзаконный акт не должен противоречить законам, он в явной форме закрепил это положение в законе. Однако превосходство основного закона над обычным законом не было оговорено Кнессетом, и тот, судя по всему, не намеревался этого делать. Судья Коэн также объяснил, что верховенство основного закона над обычным законом не закреплено законодательно, а имеет как бы толковательный характер. Если противоречия между такими двумя законами нельзя разрешить посредством толкования особых статей основного закона, то противоречия между ними разрешаются в соответствии с правилами о противоречивых законах, имеющих одинаковую юридическую силу. Судья Менахем Элон назвал беспочвенными утверждения о том, что основные законы лишили законодательную власть её места на вершине пирамиды государственной власти. Согласно Элону, статус законодателя не изменился, и Кнессет, как суверенный представитель народа может изменять основные законы, соблюдая при этом оговоренные в законах условия.
Так или иначе, статьи и книги судьи Барака не могут рассматриваться как судебный прецедент или иной источник права. Поэтому непосредственно после принятия основных законов правовое положение было таким, как его охарактеризовала профессор Габизон (стр. 94-95): в Израиле нет формальной конституции, однако идёт долгосрочный процесс её разработки; нет судебного контроля над законами, принятыми Кнессетом; Основной закон, не содержащий забронированных положений, не имеет нормативного превосходства над обычными законами; защищённые статьи рассматриваются как немногочисленные исключения из принципа верховенства Кнессета, и закон, принятый вопреки требованиям таких статей, не имеет юридической силы.

### Дело Банка ха-Мизрахи
В ноябре 1995 года Верховный суд вынес решение по делу «Банк ха-Мизрахи». Некоторые юристы сравнивают это решение с прецедентом Марбери против Мэдисона, установленным Верховным судом США. Однако в Соединенных Штатах действовала Конституция и американский судья Джон Маршалл мог на неё опереться, израильский же суд принял своё решение, несмотря на отсутствие конституции.
В связи с серьёзными трудностями, которые испытывал сельскохозяйственный сектор в течение нескольких лет, и с целью спасти его от экономического краха в 1992 году был принят Закон о регулировании сектора семейных сельских хозяйств. Этот закон, в определённой мере ограничивая права кредиторов, установил облегчённый порядок уплаты долгов теми, кто занимался сельским хозяйством. В 1993 году была принята поправка к закону, которая ещё больше ущемляла права кредиторов. Банк ха-Мизрахи, иск которого об уплате долга был отклонён в окружном суде, обратился с апелляцией в Верховный суд, который рассмотрел это дело вместе с делами других кредиторов. В своей апелляции банк утверждал, что поправка к закону противоречит праву на частную собственность, закрепленному в статье 3 Основного закона о достоинстве и свободе человека. Верховный суд единогласно постановил, что поправка к закону действительно ограничивает право на частную собственность, однако она отвечает всем условиям ограничивающей статьи Основного закона и поэтому правомерна.
«Дело Банка ха-Мизрахи» известно не столько постановлением суда по проблемам сельского хозяйства, сколько тем, что в нём впервые обсуждались важные вопросы конституционного права в свете новых основных законов. Эти вопросы были в основном рассмотрены судьями Меиром Шамгаром и Аароном Бараком и поддержаны большинством судей, входивших в состав суда. Судья Мишаэль Хешин выразил несогласие с ними в отдельных вопросах. Некоторые судьи отметили, что с точки зрения рассматриваемого дела не было необходимости затрагивать эти вопросы. Вот некоторые из положений, высказанных судьями:
- «Конституционные акты находятся на более высоком нормативном уровне, чем обычные законы» (Шамгар, параграф 24[13])
- «Законодатель полномочен принимать как конституционные акты, так и обычные законы» (Шамгар, п. 25[13])
- «Отныне действует единый критерий, согласно которому изменять основной закон можно только в основном законе» (Шамгар, п. 26[13])
- «Судейский надзор расширился, так что в соответствии с критериями основных законов стало возможным проверять законность законов…» (Шамгар, п. 18[13])
- «Разумеется, что в Государстве Израиль есть конституция. Это — основные законы» (Барак, п. 54[13])
- «Основной закон о достоинстве и свободе человека имеет конституционный статус, ставящий его выше законов… Если суд приходит к выводу, что нарушение основного права выходит за рамки ограничивающей статьи, то он может обеспечить конституционную защиту этому праву, в том числе, отменить закон (или его часть)» (Барак, п. 108)
- «Судебный контроль над конституционностью закона является душой конституции… Поэтому конституционное верховенство влечёт за собой судебный контроль» (Барак, п. 78[13])
- «Судебный контроль выражает конституционные ценности. С его помощью судья реализует ценности общества, в котором он живёт… Именно независимый судья, которому не приходится то и дело участвовать в перевыборах, достоин таких полномочий» (Барак, п. 81[13])

Публикация решения суда по этому делу вызвала широкий резонанс среди юристов. Некоторые поддержали «конституционную революцию», но были и такие, которые подвергли её острой критике. Моше Ландау, в прошлом судья Верховного суда, высказал недоумение по поводу попытки поставить суды выше законодателя при отсутствии чёткого постановления об этом учредительного органа. Относительно утверждений о демократическом характере судебного контроля судья Ландау признался, что он не понимает, «в чём демократичность передачи полномочий по контролю законов, принятых демократическим путём, в руки такой олигархической структуры, как суды».
Профессор Рут Габизон, давшая в своей статье детальный анализ конституционного права в Израиле, пишет, что речь идёт о «беспрецедентном в мировой истории случае, когда суд провозгласил верховенство основных законов и взял на себя полномочия судебного контроля над законами Кнессета, несмотря на отсутствие законченной конституции и чётких распоряжений закона». Согласно Габизон, это — недостойный путь принятия конституции (стр. 28). Далее она отмечает в своей статье, что решения суда и использование термина «революция» преследовали своей целью зафиксировать в юридическом мышлении принцип судебного контроля над законами Кнессета (стр. 132).
После принятия решения по делу Банка ха-Мизрахи расширенным составом Верховного суда стало очевидным, что судьи, в принципе, поддерживают идею судебного контроля над законодательством. Тем не менее, как объясняет Рут Габизон в своей статье (стр. 26-27), эта идея пока не стала судебным прецедентом, так как в этом деле не был отменён закон Кнессета, и высказывания судей по этому вопросу носили характер «попутно сказанного» (лат. obiter dictum).

### Суд отменяет первые два закона
В сентябре 1997 года Верховный суд прецедентным решением отменил некоторые положения Закона об урегулировании деятельности в области инвестиционных консультаций и управления инвестиционными портфелями, так как, по его мнению, они не соответствовали Основному закону о свободе деятельности. Это был первый случай, когда закон Кнессета подвергся судебному контролю, и суд отменил положение, противоречащее Основному закону о свободе деятельности. Это событие осталось почти незамеченным израильскими СМИ, хотя именно оно положило начало отмене законов Верховным судом на основании ограничивающих статей основных законов. Некоторые юристы предполагают, что решение суда в этом деле преследовало своей целью учредить судебный контроль над законами. Относительная «простота» этого дела позволила избежать общественного резонанса и противостояния со стороны исполнительных и законодательных властей.
В октябре 1999 года Верховный суд постановил, что положение Закона о военном судопроизводстве относительно задержания военнослужащего военным полицейским на срок до 96 часов без судебной санкции нарушает свободу личности, гарантируемую статьёй 5 Основного закона о достоинстве и свободе человека. Суд решил, что такой долгий срок задержания не отвечает критерию соразмерности (пропорциональности), который определён в особой ограничивающей статье Основного закона и распространяется на военнослужащих. В соответствии с этим статья о сроке задержания была признана недействительной, и суд объявил, что статья потеряет свою юридическую силу через шесть месяцев.

### Законы Кнессета, отменённые Верховным судом
В сентябре 2013 года БАГАЦ отменил положение Закона о предотвращении инфильтрации (нарушения и судопроизводство), позволяющее задерживать нелегальных мигрантов на срок до трёх лет. Это постановление было далеко не первым случаем «вторжения» БАГАЦа в прерогативу законодателя. Ниже приводится полный перечень судебных процессов, в которых Верховный суд отменял законы Кнессета.
Простой анализ приведённой информации показывает, что число законов, отменённых Верховным судом, растёт с каждым десятилетием. Так, в I неполном десятилетии после «Дела Банка ха-Мизрахи» было отменено 2 закона, во II десятилетии — 4 закона, а в III пока неполном (2010—2013) десятилетии — 6 законов. Наибольшую активность при отмене законов Кнессета проявляют судьи-женщины. Судья Дорит Бейниш поддержала отмену 11 законов, судья Мирьям Наор — 9 законов и судья Эстер Хают — 8 законов. Среди судей-мужчин высокий активизм проявили судья Салим Джубран, поддержавший отмену 7 законов, и судья Ашер Грунис, поддержавший отмену 6 законов.
| #  | Постановление | Дата решения | Дело и ссылка на решение (ивр.)                                    | Стороны                                                                                        | Коллегия судей |
| -- | --- | ------------ | ------------------------------------------------------------------ | ---------------------------------------------------------------------------------------------- | --- |
| 1  | Отмена некоторых положений закона о деятельности инвестиционных консультаций                                                                | 24.09.1997   | БАГАЦ 1715/97                                                      | Объединение инвестиционных менеджеров Израиля и др. против Министра финансов и др.             | За отмену: А. Барак, Ш. Левин, Э. Гольдберг, Т. Ор, Э. Маца, М. Хешин, И. Замир, Т. Штрасберг-Коэн, Д. Дорнер, Я. Тиркель и Д. Бейниш.                                     |
| 2  | Отмена закона о задержании военнослужащего на 96 часов без судебной санкции                                                                 | 14.10.1999   | БАГАЦ 6055/95                                                      | Саги Цемах против Министра обороны и др.                                                       | За отмену: А. Барак, Ш. Левин, Т. Ор, Э. Маца, М. Хешин, И. Замир, Т. Штрасберг-Коэн, Д. Дорнер, Я. Тиркель и Д. Бейниш. Против: Я. Кедми.                                 |
| 3  | Отмена закона, легализировавшего 7-й Канал                                                                                                  | 26.03.2002   | БАГАЦ 1030/99 (недоступная ссылка)                                 | Депутат Кнессета Хаим Орон и др. против Спикера Кнессета Дана Тихона и др.                     | За отмену: А. Барак, Ш. Левин, Т. Ор, М. Хешин, Т. Штрасберг-Коэн, Д. Дорнер, Д. Бейниш, И. Энгелрад и Э. Ривлин.                                                          |
| 4  | Изменение некоторых статей Закона о реализации плана размежевания, в результате чего увеличились размеры компенсаций некоторым эвакуируемым | 09.06.2005   | БАГАЦ 1661/05                                                      | Региональный совет Хоф-Газа и др. против Кнессета и др.                                        | За изменение: А. Барак, М. Хешин, Д. Бейниш, Э. Ривлин, А. Прокача, А. Грунис, М. Наор, Э. Арбель, Э. Хают и Й. Адиэль. Против: Э. Э. Леви (не высказался о компенсациях). |
| 5  | Отмена «закона интифады», лишающего палестинцев компенсации за ущерб от действий израильских сил безопасности в месте конфликта             | 12.12.2006   | БАГАЦ 8276/05                                                      | Адалла и др. против Министра обороны и др.                                                     | За отмену: А. Барак, Д. Бейниш, А. Прокача, Э. Э. Леви, А. Грунис, М. Наор, С. Джубран, Э. Хают и М. Хешин.                                                                |
| 6  | Отмена закона, позволяющего создание частных тюрем                                                                                          | 19.11.2009   | БАГАЦ 2605/05                                                      | Отдел прав человека Академического центра права и бизнеса и др. против Министра финансов и др. | За отмену: Д. Бейниш, Э. Ривлин, А. Прокача, А. Грунис, М. Наор, Э. Арбель, С. Джубран, Э. Хают. Против: Э. Э. Леви.                                                       |
| 7  | Отмена закона, позволяющего продлевать ордер на арест подозреваемого в преступлениях против безопасности без его присутствия на суде        | 11.02.2010   | БАШАП 8823/07                                                      | Некто против Государства Израиль                                                               | За отмену: Д. Бейниш, Э. Ривлин, А. Прокача, Э. Э. Леви, А. Грунис, М. Наор (с оговоркой), Э. Арбель, Э. Рубинштейн, С. Джубран.                                           |
| 8  | Запрет на включение в будущие законы о бюджете статьи «Прожиточный минимум учащихся колелей», чтобы не нарушать Закон об основах бюджета    | 14.06.2010   | БАГАЦ 4124/00                                                      | Покойный Орнан Йекутиэль и др. против Министра по делам религий и др.                          | За запрет: Д. Бейниш, А. Прокача, А. Грунис, М. Наор, С. Джубран, Э. Хают. Против: Э. Э. Леви.                                                                             |
| 9  | Запрет на продление «закона Таля», регулирующего отсрочку призыва на военную и альтернативную службу учащихся иешив харедим                 | 21.02.2012   | БАГАЦ 6298/07                                                      | Йехуда Реслер, адвокат и майор в отставке против Кнессета и др.                                | За запрет: Д. Бейниш, М. Наор, Э. Рубинштейн, Э. Хают, Х. Мельцер и Н. Гендель. Против: Э. Ривлин, А. Грунис, Э. Арбель.                                                   |
| 10 | Отмена положения закона, который лишает пособия по прожиточному минимуму лиц, владеющих или пользующихся автомобилем                        | 28.02.2012   | БАГАЦ 10662/04                                                     | Салах Хасан и др. против Института национального страхования и др.                             | За отмену: Д. Бейниш, М. Наор, Э. Арбель, Э. Рубинштейн, С. Джубран, Э. Хают и У. Фогельман.                                                                               |
| 11 | Отмена закона, предусматривающего налоговые льготы для некоторых населённых пунктов при отсутствии справедливых критериев                   | 22.05.2012   | БАГАЦ 8300/02                                                      | Гадбан Насер и др. против Правительства Израиля и др.                                          | За отмену: Д. Бейниш, А. Грунис, Э. Ривлин. |
| 12 | Отмена закона о нелегалах, позволяющего задерживать мигрантов на срок до трёх лет                                                           | 16.09.2013   | БАГАЦ 7146/12                                                      | Наджат Серж Адам и др. против Кнессета и др.                                                   | За отмену: А. Грунис, М. Наор, Э. Арбель, С. Джубран, Э. Хают, Й. Данцигер, Н. Гендель, У. Фогельман, И. Амит.                                                             |
| 13 | Отмена новой версии закона о нелегалах (Закона о предотвращении инфильтрации)                                                               | 22.09.2014   | БАГАЦ 7385/13                                                      | Эйтан — израильский центр иммиграционной политики и др. против Правительства Израиля и др.     | За отмену: М. Наор, Э. Арбель, С. Джубран, Э. Хают, Й. Данцигер, У. Фогельман. Против: А. Грунис, Н. Гендель, И. Амит.                                                     |
| 14 | Запрет на повторное принятие статьи «Прожиточный минимум учащихся колелей» в Законе о бюджете                                               | 25.05.2014   | БАГАЦ 616/11                                                       | Союз студентов Израиля и др. против Правительства Израиля и др.                                | |
| 15 | Отмена статьи «Закона о бойкоте», предусматривающей компенсацию без доказательства ущерба за призыв к бойкоту                               | 15.04.2015   | БАГАЦ 5239/11                                                      | Ури Авнери и др. против Кнессета и др.                                                         | |
| 16 | Отмена статей закона о нелегалах, позволяющих содержать нелегалов в специальном комплексе сроком до 20 месяцев                              | 11.08.2015   | БАГАЦ 8665/14                                                      | Ташума Нога Деста и др. против Кнессета и др.                                                  | |
| 17 | Отмена главы «Налог на третью квартиру» в Законе о бюджете на 2017—2018 годы в результате дефекта в процедуре законодательства              | 06.08.2017   | БАГАЦ 10042/16 Архивная копия от 13 января 2021 на Wayback Machine | Цахи Квинтински и др. против Кнессета и др.                                                    | |
| 18 | Запрет на принятие двухлетнего бюджета в форме временного положения (после госбюджета на 2017—2018 годы)                                    | 06.09.2017   | БАГАЦ 8260/16 Архивная копия от 27 марта 2019 на Wayback Machine   | Академический центр права и бизнеса и др. против Кнессета и др.                                | |
| 19 | Отмена поправки к Закону о военной службе, позволяющей учащимся иешив освобождаться от призыва в армию                                      | 12.09.2017   | БАГАЦ 1877/14 Архивная копия от 17 октября 2019 на Wayback Machine | Движение за качество власти против Кнессета и др.                                              | |